# Тульские известия
«Тульские известия» — тульская областная общественно-политическая еженедельная газета, учреждённая 2 января 1991 года в качестве органа Совета народных депутатов Тульской области. С 1993 года учредителем издания является администрация (сейчас правительство) Тульской области, с 2003 года также Тульская областная дума.

## История
«Тульские известия» были созданы на фоне демократизации советского общества. Костяк редакции составили журналисты двух официальных областных газет — «Коммунара» и «Молодого коммунара».
До июля 2020 года газета выходила несколько раз в неделю — с пяти номеров в начале 90-х до трёх в конце 2010-х годов. В 2008—2020 годах «Тульские известия» были единственной ежедневной газетой области. С июля 2020 года выходит еженедельно, по средам, в формате А3 на 32 полосах с полноцветной печатью. Периодически в качестве приложения публикуются сборники принятых официальных документов. Один из номеров из-за объёмной публикации вышел на 645 полосах формата А2.
К 2000-м годам тираж ежедневного выпуска достигал 10 000 экземпляров, пятничного — 50 000 экземпляров. В 1990-е — начале 2000-х годов в качестве вкладки выходила газета тульских профсоюзов «Позиция», в 2010-е годы — ежемесячное медицинское приложение «Вокруг здоровья». В 2019—2020 годах по пятницам выходил еженедельный тематический выпуск «Культура». Газета регулярно готовит специальные выпуски, посвящённые важным событиям в жизни региона: Дню Тульской области, Тульскому экономическому форуму, фестивалю «Дикая мята», годовщинам победы в Великой Отечественной войне, 500-летию Тульского кремля.
Первым главным редактором «Тульских известий» стал Александр Гелиодорович Ермаков. Впоследствии этот пост занимали Владимир Швецов, Александр Парфененков, Николай Маликов, Александр Меситов, Сергей Якушев, Григорий Герасимов, Виктор Мягков, Наталья Зелиньска, Олег Белянин, Лариса Кузнецова, Ирина Михеева, Наталия Костомарова. С марта 2019 года главный редактор «Тульских известий» — Полина Крымова.
Издание широко отражает деятельность исполнительной и законодательной власти, социальной и общественной жизни региона. Ведущие сферы закреплены за корреспондентами и обозревателями (политика, экономика, социальная жизнь — Нелли Чуканова, Арсений Абушов, Сергей Митрофанов, Ирина Мельханова, спорт — Андрей Жизлов). Фотокорреспонденты «Тульских известий» — Геннадий Поляков, Елена Кузнецова и Сергей Киреев.
Газета поднимает вопросы социально-экономической, культурной, спортивной жизни региона. Журналисты «Тульских известий» непосредственно освещали работу тульских делегаций на Петербургском и Сочинском международных экономических форумах, в 2019 году были в составе региональной делегации, посещавшей с деловым визитом Китай.
Журналисты «Тульских известий» неоднократно были победителями всероссийских творческих конкурсов, в том числе проводившихся ОНФ и ФСИН. В конце 2020 года газета удостоена всероссийского знака отличия «Золотой фонд прессы».
В начале 2021 года губернатор Алексей Дюмин назвал «Тульские известия» «одним из самых авторитетных печатных изданий» в регионе.

## Сайт
Интернет-сайт «Тульских известий» начал работу в марте 2009 года. Он не является электронной версией издания, хотя ряд газетных публикаций там выкладывается. Основная составляющая интернет-сайта — лента новостей, охватывающих разные сферы жизни Тулы и районов области. В день на ленте выходит в среднем 45—50 информационных сообщений. Кроме того, в закрытом платном разделе сайта размещаются pdf-версии номеров. Первый редактор интернет-сайта — Иван Ксенофонтов.